# カレドン湾
カレドン湾（カレドンわん、 Caledon Bay）は、オーストラリアのノーザンテリトリー（北部準州）のアーネムランドの東海岸に位置する湾であり、おおむね南緯12.8度、東経136.5度に位置している。この湾に面した地域は、オーストラリア先住民とそれ以外のオーストラリア人たちとの関係を転換される契機となった1930年代のカレドン湾危機の際に注目を集めたヨルング族の居住地域として、おそらくは最もよく知られている。
カレドン湾は、マシュー・フリンダースが1803年2月3日に、アボリジニたちとの遭遇の記録を残し、彼らを「オーストラリア人 (Australians)」と記した場所でもある。この記録は、この大陸の住民を指してこの言葉を用いた最初期の用例のひとつであった。フリンダースは、これより前にも、この言葉を以前にも日誌で用いており、1802年3月4日には現代のポートリンカーン付近で3-4人のアボリジニを見かけた際にもこの言葉を用いている。

## 気候
この地域の年平均気温は25°Cである。最暖月は11月で月平均気温は28°Cとなり、最寒月は6月で22°Cとなる。年間降水量は1,299mm。降水量が最大となるのは1月で336mm、逆に最も乾燥するのは8月で降水量はわずか3mmである。ケッペンの気候区分では、熱帯 (A) で冬季に乾燥する (w) サバナ気候 (Aw) に分類される。